# Javier Fernández (patinador)
Javier Fernández López (Madrid,14 de abril de 1991) é um patinador artístico espanhol. Fernández compete no individual masculino, sendo bicampeão mundial (2015 – 2016) e heptacampeão europeu (2013–2019). Ele conquistou a medalha de bronze nos Jogos Olímpicos de Inverno de 2018.

## Principais resultados
| Resultados | Resultados        | Resultados    | Resultados       | Resultados      | Resultados        | Resultados        | Resultados      | Resultados        | Resultados        | Resultados        | Resultados       | Resultados       | Resultados      | Resultados        | Resultados      | Resultados    |
| Internacional | Internacional     | Internacional | Internacional    | Internacional   | Internacional     | Internacional     | Internacional   | Internacional     | Internacional     | Internacional     | Internacional    | Internacional    | Internacional   | Internacional     | Internacional   | Internacional |
| Evento/Temporada | 2003– 2004        |               | 2005– 2006       | 2006– 2007      | 2007– 2008        | 2008– 2009        | 2009– 2010      | 2010– 2011        | 2011– 2012        | 2012– 2013        | 2013– 2014       | 2014– 2015       | 2015– 2016      | 2016– 2017        | 2017– 2018      | 2018– 2019    |
| --- | ----------------- | ------------- | ---------------- | --------------- | ----------------- | ----------------- | --------------- | ----------------- | ----------------- | ----------------- | ---------------- | ---------------- | --------------- | ----------------- | --------------- | ------------- |
| Jogos Olímpicos |                   |               |                  |                 |                   | 14.º              |                 |                   |                   | 4.º               |                  |                  |                 | Medalha de bronze |                 |               |
| Campeonato Mundial |                   |               | 35.º             | 30.º            | 19.º              | 12.º              | 10.º            | 9.º               | Medalha de bronze | Medalha de bronze | Medalha de ouro  | Medalha de ouro  | 4.º             |                   |                 |               |
| Campeonato Europeu |                   |               | 28.º             | 17.º            | 11.º              | 8.º               | 9.º             | 6.º               | Medalha de ouro   | Medalha de ouro   | Medalha de ouro  | Medalha de ouro  | Medalha de ouro | Medalha de ouro   | Medalha de ouro |               |
| GP Grand Prix Final |                   |               |                  |                 |                   |                   |                 | Medalha de bronze | 4.º               |                   | Medalha de prata | Medalha de prata | 4.º             |                   |                 |               |
| GP Cup of China |                   |               |                  |                 |                   |                   |                 |                   |                   |                   |                  | Medalha de ouro  |                 | 6.º               |                 |               |
| GP Internationaux de France |                   |               |                  |                 |                   | 11.º              |                 |                   |                   |                   |                  |                  | Medalha de ouro | Medalha de ouro   |                 |               |
| GP NHK Trophy |                   |               |                  |                 |                   |                   |                 |                   | 4.º               | 5.º               |                  |                  |                 |                   |                 |               |
| GP Rostelecom Cup |                   |               |                  |                 |                   |                   | 9.º             | Medalha de prata  |                   | Medalha de bronze | Medalha de ouro  | Medalha de ouro  | Medalha de ouro |                   |                 |               |
| GP Skate Canada International |                   |               |                  |                 |                   |                   | 5.º             | Medalha de prata  | Medalha de ouro   |                   | Medalha de prata |                  |                 |                   |                 |               |
| CS Autumn Classic International |                   |               |                  |                 |                   |                   |                 |                   |                   |                   |                  |                  |                 | Medalha de ouro   |                 |               |
| Coupe Internationale de Nice |                   |               |                  |                 |                   | Medalha de bronze | 5.º             |                   |                   |                   |                  |                  |                 |                   |                 |               |
| Finlandia Trophy |                   |               |                  |                 |                   |                   |                 |                   | Medalha de bronze |                   |                  |                  |                 |                   |                 |               |
| Golden Spin of Zagreb |                   |               |                  | 13.º            |                   |                   |                 |                   |                   |                   |                  |                  |                 |                   |                 |               |
| Merano Cup |                   |               |                  |                 |                   | Medalha de ouro   |                 |                   |                   |                   |                  |                  |                 |                   |                 |               |
| Nebelhorn Trophy |                   |               |                  |                 |                   |                   |                 | 4.º               |                   |                   |                  |                  |                 |                   |                 |               |
| NRW Trophy |                   |               |                  |                 | Medalha de bronze |                   |                 |                   |                   |                   |                  |                  |                 |                   |                 |               |
| Internacional – Júnior |                   |               |                  |                 |                   |                   |                 |                   |                   |                   |                  |                  |                 |                   |                 |               |
| Campeonato Mundial Júnior |                   |               |                  |                 | 13.º              |                   |                 |                   |                   |                   |                  |                  |                 |                   |                 |               |
| JGP JGP Espanha |                   |               |                  |                 | 4.º               |                   |                 |                   |                   |                   |                  |                  |                 |                   |                 |               |
| JGP JGP Estônia |                   |               |                  | 9.º             |                   |                   |                 |                   |                   |                   |                  |                  |                 |                   |                 |               |
| JGP JGP México |                   |               |                  |                 | 6.º               |                   |                 |                   |                   |                   |                  |                  |                 |                   |                 |               |
| JGP JGP Países Baixos |                   |               | 23.º             |                 |                   |                   |                 |                   |                   |                   |                  |                  |                 |                   |                 |               |
| JGP JGP Reino Unido |                   |               |                  | 11.º            |                   |                   |                 |                   |                   |                   |                  |                  |                 |                   |                 |               |
| EYOF |                   |               | 4.º              |                 |                   |                   |                 |                   |                   |                   |                  |                  |                 |                   |                 |               |
| Gardena Spring Trophy |                   |               | 5.º              |                 |                   |                   |                 |                   |                   |                   |                  |                  |                 |                   |                 |               |
| Internacional – Noviço |                   |               |                  |                 |                   |                   |                 |                   |                   |                   |                  |                  |                 |                   |                 |               |
| Merano Cup | Medalha de bronze |               |                  |                 |                   |                   |                 |                   |                   |                   |                  |                  |                 |                   |                 |               |
| Triglav Trophy |                   | 4.º           |                  |                 |                   |                   |                 |                   |                   |                   |                  |                  |                 |                   |                 |               |
| Nacional |                   |               |                  |                 |                   |                   |                 |                   |                   |                   |                  |                  |                 |                   |                 |               |
| Campeonato Espanhol |                   |               | Medalha de prata |                 |                   |                   | Medalha de ouro | Medalha de prata  | Medalha de ouro   | Medalha de ouro   | Medalha de ouro  | Medalha de ouro  | Medalha de ouro | Medalha de ouro   | Medalha de ouro |               |
| Campeonato Espanhol – Júnior |                   |               | Medalha de ouro  | Medalha de ouro | Medalha de ouro   |                   |                 |                   |                   |                   |                  |                  |                 |                   |                 |               |
| Equipes |                   |               |                  |                 |                   |                   |                 |                   |                   |                   |                  |                  |                 |                   |                 |               |
| Japan Open |                   |               |                  |                 |                   |                   |                 |                   |                   |                   | 3T/1P            | 1T/2P            | 3T/2P           | 2T/2P             | 1T/1P           | 2T/3P         |
| |                   |               |                  |                 |                   |                   |                 |                   |                   |                   |                  |                  |                 |                   |                 |               |
| Legenda: GP = Grand Prix; CS = Challenger Series; JGP = Grand Prix Júnior; T = Posição da equipe; P = Posição individual; Competição não foi disputada nesta temporada; Competição não fez parte do GP/CS; Competição fez parte do GP/CS |                   |               |                  |                 |                   |                   |                 |                   |                   |                   |                  |                  |                 |                   |                 |               |